# Mô-đun lưu lượng đỉnh lũ
Trong thủy văn học, mô-đun lưu lượng đỉnh lũ là đại lượng được xác định bằng tỉ số giữa lưu lượng đỉnh lũ và diện tích lưu vực.
{\displaystyle M={Q_{max} \over F}}
trong đó:
- M là mô-đun lưu lượng đỉnh lũ (đơn vị m³s−1km−2)
- Qmax là lưu lượng đỉnh lũ (m³/s)
- F là diện tích lưu vực (km²)

## Tính chất
Giá trị mô-đun lưu lượng đỉnh lũ sẽ giảm xuống khi diện tích lưu vực tăng. Các lưu vực lớn hơn dĩ nhiên sẽ có lưu lượng đỉnh lũ lớn hơn, nhưng mức độ tăng của lưu lượng đỉnh lũ sẽ nhỏ hơn so với tỉ lệ tương ứng của diện tích lưu vực.
Hai lưu vực 1 và 2 có F2 > F1 thì Qmax2 > Qmax1
nhưng {\displaystyle {Q_{max2} \over Q_{max1}}<{F_{2} \over F_{1}}}
do đó M2 < M1.
Điều này thể hiện tính điều hòa dòng chảy lũ của các lưu vực lớn.